# سعد بن عطية الغامدي
سعد بن عطية الغامدي هو شاعر وأكاديمي سعودي، صدر له عدد من المؤلفات منها: ديوان «صمت الليالي»، وديوان «أحلام السفر».

## التعليم
- حاصل على الدكتوراه  في المحاسبة من جامعة ولاية أوكلاهوما في الولايات المتحدة الأمريكية عام 1980م.
- حاصل على الماجستير في المحاسبة من جامعة ولاية أوكلاهوما بالولايات المتحدة الأمريكية عام 1974م.
- حاصل على بكالوريوس المحاسبة وإدارة الأعمال (مع مرتبة الشرف الأولى) من جامعة الملك سعود عام 1971م.[2]

## الخبرات
- نائب الرئيس التنفيذي مجموعة عبد اللطيف جميل.
- مدير عام الشركة السعودية للنقل الجماعي (1409 - 1413هـ)
- مدير عام الشركة الوطنية للنقل البحري (1406 - 1409هـ)
- عميد شؤون الطلاب - جامعة الملك سعود (1404 -1406هـ)
- أستاذ مساعد بقسم المحاسبة - كلية العلوم الإدارية - جامعة الملك سعود.[2]

## الاستشارات والعضويات
حاليــاً:
- عضو اللجنة الاستشارية لمجلس تطوير الخدمات الصحية وعضو لجنة السعي في العفو وإصلاح ذات البين بمنطقة مكة المكرمة.
- عضو الهيئة الاستشارية لمجلس التدريب والتقنية – المؤسسة العامة للتعليم الفني والتدريب المهني.
- عضو المجلس التأسيسي للجامعة الأهلية بجدة (تحت التأسيس).
- عضو مجلس إدارة مؤسسة العلم الخيرية وعضو اللجنة التنفيذية بكلية دارة الحكمة بجدة.
- عضو مجلس إدارة النادي العلمي بجدة.
- عضو جمعية المحاسبة الأمريكية والجمعية السعودية للمحاسبة.
- عضو لجنة تنمية الموارد بمؤسسة الملك عبد العزيز ورجاله لرعاية الموهوبين.
- عضو مجلس إدارة هيئة الإعجاز العلمي في القرآن والسنة.
- عضو اللجنة الوطنية لحقوق الإنسان بالمملكة العربية السعودية.

ســابقاً:
- مستشار غير متفرغ بكل من: ديوان المراقبة العامة شعبة الخبراء بمجلس الوزراء.
- عضو مجلس إدارة كل من: جمعية المحاسبة السعودية «أمين صندوقها» الهيئة السعودية للمحاسبين القانونيين – الشركة العربية لناقلات الكيماويات.
- عضو لجنة كل من مراجعة حسابات (الإيسيسكو) اللجنة العلمية بوكالة الرئاسة العامة لتعليم البنات لشئون الكليات – اللجنة العليا للمحاسبة.
- الرائد العام لمخيم الحج لجامعات الخليج والعراق خلال الأعوام التي أقيم فيها.

## الإصدارات
- مبادئ المحاسبة العامة مع آخرين.
- شطآن ظامئة «ديوان شعر».
- بشائر من أكناف الأقصى «ديوان شعر».
- إلى العرين شامخاً «ديوان شعر».
- بعد أن تسكن الريح «ديوان شعر».[3]
- صمت الليالي «ديوان شعر». (2009م).[4]
- أحلام السفر «ديوان شعر». (2009م).[1]